# Acacia subcontorta
Acacia subcontorta är en ärtväxtart som beskrevs av Bruce R. Maslin. Acacia subcontorta ingår i släktet akacior, och familjen ärtväxter. Inga underarter finns listade i Catalogue of Life.